# Natalla Łaurynienka
Natalla Piatrouna Łaurynienka (biał. Наталля Пятроўна Лаўрыненка, ros. Наталья Петровна Лавриненко, Natalja Pietrowna Ławrinienko; ur. 30 marca 1977 w Krzyczewie) – białoruska wioślarka, brązowa medalistka olimpijska z Atlanty (1996).
W 1996 roku wystąpiła na igrzyskach olimpijskich w Atlancie, podczas których wzięła udział w jednej konkurencji – rywalizacji ósemek ze sternikiem. Białorusinki (w składzie: Natalla Łaurynienka, Alaksandra Pankina, Natalla Wauczok, Tamara Dawydienko, Walancina Skrabatun, Jelena Mikulicz, Natalla Stasiuk, Marina Znak i Jarasława Paułowicz) zdobyły w tej konkurencji brązowy medal olimpijski, uzyskując w rundzie finałowej czas 6:24,44.
W czerwcu 1997 roku została wyróżniona tytułem Zasłużonego Mistrza Sportu Republiki Białorusi.